# Nicola Barile
Nicola Barile (Santa Maria Capua Vetere, 5 febbraio 1962) è uno sceneggiatore, regista e editore italiano.

## Biografia
Considerato uno dei pionieri dell'animazione in Campania, dopo aver lavorato diversi anni alle sceneggiature di Un posto al sole, nel 2003 comincia a dedicarsi alla scrittura per ragazzi e, l'anno dopo, pubblica il suo primo romanzo: Gli scheletri nell'armadio edito da Tilapia/Colonnese Editore. Da questa pubblicazione prese vita il personaggio "Edo, il piccolo principe di Sansereno". Questi diverrà, qualche anno dopo, il protagonista di un mediometraggio animato co-prodotto con la Rai e trasmesso su Rai 2.
Parallelamente all'attività di autore, fonda Tilapia, casa editrice e casa di produzione leader nella realizzazione di cartoni animati e di prodotti educational per bambini. Nel decennio 2003-2013 collabora a pieno ritmo con la Rai, firmando come produttore o come regista gli special Il mistero dell'Uovo di Virgilio e La cantata dei Pastori. Nel 2007 scrive e dirige il cortometraggio di animazione Dalla cella alla brace realizzato insieme ai detenuti del Carcere di Secondigliano. Nel 2008 crea il personaggio Nicodemo da Procida, un impavido ed enigmatico Cavaliere Templare del XIII secolo. Nel 2014 produce per Peppino Di Capri il cartone animato Champagne in onore del 40º anniversario della canzone. Nel 2015 presenta alla XXVI Rassegna internazionale del cinema archeologico di Rovereto la serie di documentari Docoons Arti e Mestieri, Uomini al Lavoro a Pompei.
Nel 2016 conduce la direziona artistica della fortunata serie degli spot a cartoni di Caffè Borbone, firmati da Guido Bozzelli e Giovanni Calvino, prodotti da Digitalcomoedia e TILE Storytellers, per poi ritornare nel 2017 alla regia del cartoon-movie Ninna nanna di sua Maestà, una delle canzoni dello Zecchino D'Oro cantate dal coro dell'Antoniano di Bologna. Nel 2018 scrive, insieme a Calvino, sei nuovi episodi di Giga & Stick, pensati completamente per la nuova frontiera del Virtuale Reality Cartoon. A marzo del 2019 completa la graphic novel Fiammetta prodotta da Guido Bozzelli e Giovanni Parisi sulla sceneggiatura scritta da Giovanni Calvino. Dal 2020 è Chief Content Officer di Tile Storytellers e Lite Communication. Nel 2021, insieme all'editore Fabrizio Felici, dirige la collana di libri per ragazzi "Livia e i segreti di Pompei". Il 2023 assume la Direzione Artistica del Festival dell'Archeologia di Bacoli. Attualmente sta curando la regia per la serie tv in animazione "Lola on Board" co-prodotta da TILE Storytellers, Digitalcomoedia, Mondo TV e Toonz Mocca Studios. Nel 2025 scrive "Mia mamma è un'astronauta", una storia ambientata tra Italia ed India.
Dal 2025 è Direttore Creativo di Lite Communication e Comunicazione Istituzionale.it

## Documentari
Prima di imporsi come pioniere dell'animazione in Campania, firma numerosi soggetti e sceneggiature di documentari trasmessi dalla Rai. Il più famoso, ritrasmesso spesse volte sui canali tematici quali Rai Cultura e Rai Storia è Lo sposo di Napoli un documentario sulla vita di Achille Lauro.
Di rilevanza i documentari firmati con il CNRS-Centre Jean Bérard di Napoli, alcuni dei quali presentati alla Rassegna Internazionale di Rovereto. Tra questi, l'ultimo lavoro realizzato è Pecunia non olet. L'odore dei soldi nell'Antica Pompei. Documentario prodotto da Tile Storytellers in collaborazione col CNRS ed il Parco Archeologico di Pompei selezionato anche per il Firenze Archeofilm organizzato da Archeologia Viva. Il documentario è stato scelto come opera d'apertura del 15º festival archeologico di Amiens e, insieme da altri 12 documentari è stato scelto come opera ambasciatrice della Cultura Italiana all'estero.

A dicembre 2021 è stato presentato un nuovo progetto di documentario, stavolta firmato da Sara Saetta al suo debutto come regista e Giovanni Calvino, fortemente ispirato alla dimensione identitaria della cultura campana. "Dio non è solo: il presepe napoletano", scritto da Nicola Barile e Giovanni Parisi e prodotto da Tile Storytellers, andato in prima visione su TV2000.

## Cartoni animati

### Il piccolo principe di Sansereno
Il successo del primo libro porta alla pubblicazione di ulteriori romanzi, sempre più incentrati sulle avventure di "Edo" un personaggio immaginario ispirato chiaramente al principe Raimondo di Sangro di Sansevero, il famoso alchimista napoletano.
Da questi racconti la Rai ha creato un personaggio animato protagonista di tante avventure ambientate nella Napoli del Settecento ricostruita in 3D. Il primo special è andato in onda su Rai Due nel 2012.

### La cantata dei Pastori
Dopo il successo di Edo, Barile ha sceneggiato un nuovo lungometraggio animato per la Rai, Cantata dei Pastori, sempre legato all'antica tradizione napoletana, per cui ha curato anche la regia.

### Un posto al sole Cartoon
Autore, sceneggiatore e regista della serie televisiva a cartoni animati UPAS CARTOON tratta dall'omonima soap opera televisiva in collaborazione con Rai Tre e Grundy International.

### Giga & Stick
Autore e sceneggiatore di Giga e Stick alla scoperta del Cosmo. Si intitola così il primo cartone animato che l'Osservatorio Astronomico di Capodimonte dell'INAF ha realizzato in collaborazione con la Tilapia presentato al pubblico martedì 9 novembre 2010 presso l'auditorio dell'Osservatorio. Giga, che ha la forma di un elefante e Stick, un topo, rappresentano il macro e il micfo. Vivono nella rete internet e in tutti i luoghi attraverso i quali si propagano i dati, le informazioni, la conoscenza. Sono capaci di scomporsi e ricomporsi come i pacchetti dati.
A marzo 2017 una nuova evoluzione di Giga & Stick è selezionata tra le 5 proposte finalista al Cartoons on the Bay di Torino, organizzato dalla Rai. La proposta, realizzata con l'innovativa tecnica del VR, permette ai fruitori che indossano un caschetto di ritrovarsi completamente catapultati nello spazio.
Ad aprile del 2019 la serie vince il primo premio come progetto più innovativo dell'anno della Regione Campania.

### La Famiglia Rigatoni
Autore e sceneggiatore della serie La famiglia Rigatoni. Istruire divertendo, i cui contenuti sono stati ideate e realizzati dal Dipartimento di Scienza degli Alimenti dell’Università di Napoli “Federico II”. Tra i diversi protagonisti della serie ci sono Davide Rigatoni, bambino curioso e vivace, ed il Professore Secondo Federico. La serie ha avuto un successo internazionale tanto che è stata venduta anche nel mercato arabofono.

### Zecchino d'Oro
Nel 2017 firma la regia del cartoon-movie Ninna nanna di sua Maestà, una delle canzoni dello Zecchino d'Oro cantate dal coro dell'Antoniano di Bologna.

## Lungometraggi
Dopo aver firmato la sceneggiatura de "L'arte della felicità", scrive un soggetto per un nuovo film di animazione cui la sceneggiatura è a cura di  Giovanni Calvino ed Enzo D'Alò. Il film, dal titolo Boccaccio e Fiammetta, è il racconto della storia d'amore tra il giovane poeta fiorentino e figlia illegittima del re angioino. Il film, prodotto da Tile Storytellers e Digitalcomoedia, è ambientato nella Napoli del Trecento.
Nel 2019 scrive un soggetto che ha come spunto la leggenda dell'Alma Dannata da cui Giovanni Calvino e Samantha Cito traggono una sceneggiatura di un film.

## Collaborazioni

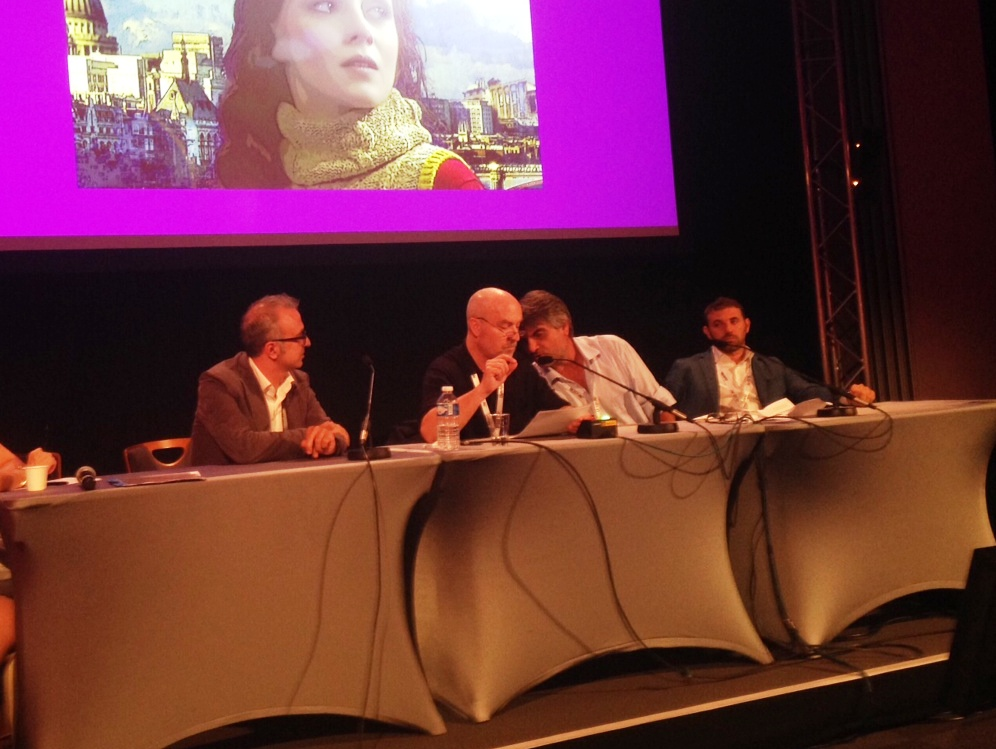
Nicola Barile, Giovanni Calvino e Giovanni Parisi insieme a Roger Rueff durante un pitch al Cartoon Forum di Tolosa.

Nel 2011 collabora con lo sceneggiatore statunitense Roger Rueff, autore di The Big Kahuna, alla webserie internazionale Boys & Girls, diretta da Fulvio Iannucci, e cofinanziata dalla Comunità Europea per sensibilizzare gli adolescenti europei su alcuni temi, come l'alimentazione, l'uso di alcol e droghe e i comportamenti sessuali.
Successivamente produce We Love Europe. In search of Sarah J., una serie televisiva di sei puntate trasmessa nei paesi balcanici.
Nel 2020, sull'onda dell'emergenza Covid collabora con l'Università di Pisa realizzando i disegni di uno short movie sullo stop delle riprese cinematografiche dal titolo Making cinema is a real job, not just a dream.
Nel 2021 le sue collaborazioni con le Università si rafforzano col progetto di Intelligenza Artificiale con la Federico II che dà vita a Sofia, un'assistente virtuale in grado di dare informazioni agli studenti del Dipartimento di Statistica e Economia.
Nel 2023 ha allestito, insieme a Sara Saetta, una mostra di tavole disegnata dedicata ai 2000 anni dalla nascita di Plinio il Vecchio presso la Casina Vanvitelliana del Fusaro.

## Pubblicazioni
- Il Segreto dei Baschi, romanzo per ragazzi edito da Tilapia.

- Pecore, libro umoristico a fumetti edito da Glénat Italia.

- Gli scheletri nell'armadio. Il piccolo principe di SanSereno con Daniele Bigliardo.

- Fantasmagorico pitagorico. Il piccolo principe di SanSereno con Daniele Bigliardo.

- All'ombra delle due torri. Il piccolo principe di SanSereno di Serena Gaudino con Daniele Bigliardo.

- Il mistero del fuoco eterno. Il Piccolo Principe di SanSereno di Stella Cervasio con Daniele Bigliardo.

- Brividi nel giardino stregato. Il Piccolo Principe di SanSereno di Tiziana Cozzi con Daniele Bigliardo.[18]

- La villa dei Misteri. Livia e i misteri di Pompei con Giulio Peronzoni, Edizioni Libri Volanti.

- Rissa nel termopolio, Livia e i misteri di Pompei con Giulio Peronzoni, Edizioni Libri Volanti.

- Buon Compleanno, Plinio! con Sara Saetta, Edizioni Tilapia Books.

## Filmografia

### Regista
- Il Principe di Sansereno
- La Cantata dei Pastori

### Sceneggiatore
- L'arte della felicità

### Soggettista
- Fiammetta
- Alma Dannata

## Riconoscimenti
- Vincitore concorso Nuovi Linguaggi 2018 Regione Campania con "Giga & Stick"

- Vincitore del Premio Massimo Troisi 2003 con "Timothy Peabody. Missione T-Rex".[19]